# 等位集合
数学における等値集合または等位集合（とういしゅうごう、英: level set）は、与えられた写像が決められた値を取るような定義域に属する元全体の成す集合を言う。例えば、n-変数の実数値函数 f に対し、実数値 c に対する等位集合は
{\displaystyle L_{c}(f)=\{(x_{1},\ldots ,x_{n})\mid f(x_{1},\ldots ,x_{n})=c\}}
で与えられる。
二変数の場合には、等位集合は曲線を描き、等位（曲）線 (level curve), 等高線 (contour line), 等値線 (isoline) などと呼ばれる。同様に三変数のときの等位集合は、等位（曲）面 (level surface), 等値面 (isosurface) と言い、またさらに高次元の場合を等位超曲面 (level hypersurface) と呼ぶことがある。

## 勾配との関係

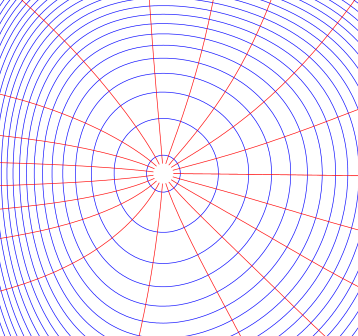
函数 f のグラフを山に見立てて考えると、青の曲線群は等高線を示しており、また赤の曲線群は勾配方向に沿って伸びる。

定理各点における f の勾配は、その点を通る等位線と直交する。
この結果は重要である。これを理解するために、山の同じ位置にいる二人の登山者を以下のように想定しよう。一方は無鉄砲な性格で、勾配の最も急峻な方向をたどって山頂をめざすものとし、他方は用心深い性格で、滑落せずに景色を望むために高度を保って進む道を選んだとする。そうすると、この喩話において上記の定理は「二人の登山者の路程は、初期位置において直交する」ことを述べるものになる。
証明はさほど難しくない。一点 x0 を固定して、この点を通る等位線 {x  |  f(x) = f(x0)} を考える。適当な助変数 t を導入して、この等位線を x(t) かつ x(0) = x0 なるように書けば、
{\displaystyle f({\mathbf {x} }(t))=f({\mathbf {x} _{0}})=c}
を満たす。t = 0 のとき、この両辺を（合成函数の微分公式に従って）微分して
{\displaystyle J_{f}({\mathbf {x} _{0}}){\mathbf {x} }'(0)=0}
が得られるが、この場合 x0 におけるヤコビ行列 Jf は f の x0 における 勾配で与えられるので、
{\displaystyle \nabla f({\mathbf {x} }_{0})\cdot {\mathbf {x} }'(0)=0}
と書いても同じことである。従って、f の x0 における勾配は、x′(0) において接線（およびこの点を通る等位線）と直交する。曲線 x(t) は任意に選んだのであるから、勾配は等位線と直交する。
この定理からの帰結として、直線が（より正確には多様体あるいは可微分超曲面でない）等位線と交わるならば、その勾配は各交点において消える。従って、任意の交点は臨界点である。

## 関連概念
等位集合と関連して、
{\displaystyle \mathop {L} \nolimits _{c}^{-}(f):=\{(x_{1},\ldots ,x_{n})\mid f(x_{1},\ldots ,x_{n})\leq c\}}
なる形の集合を f の劣位集合または下位集合 (sublevel set, lower level set) あるいは溝 (trench) と言い、同様に 
{\displaystyle L_{c}^{+}(f):=\{(x_{1},\ldots ,x_{n})\mid f(x_{1},\ldots ,x_{n})\geq c\}}
は f の優位集合または上位集合 (superlevel set) と言う。
- 凸函数の劣位集合は凸集合になる（が、逆は必ずしも成り立たない）。

等位集合は f−1(c) とも書けるから、ファイバーの特別な場合と考えることができる。